# Grigori Txernetsov

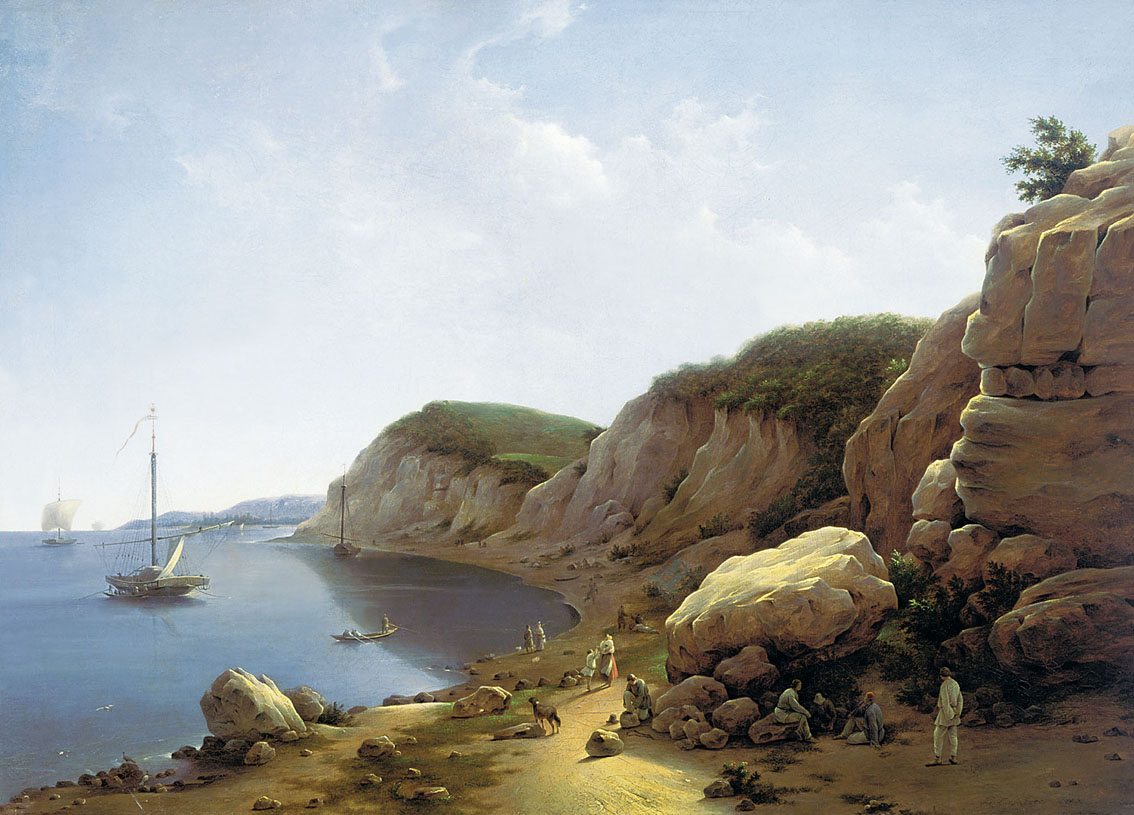
Una vista de les "Muntanyes Siukeievo", al Volga, Gubèrnia de Kazan, 1840. Museu rus, Sant Petersburg.

Grigori Grigórievitx Txernetsov (rus: Григо́рий Григо́рьевич Чернецо́в, 1802, Lukh - 1865 Sant Petersburg) fou un pintor rus. És conegut sobretot pels seus quadres de paisatges de diverses parts de Rússia, produïts durant els seus viatges, però també fou actiu com a retratista i pintor de gènere.

## Biografia
Txernetsov va néixer a Lukh, actualment part de l'óblast d'Ivànovo, Rússia. El seu pare i el seu germà gran, Ievgraf, eren pintors d'icones. El seu germà, Nikanor Txernetsov, tres anys més jove que Grigori, també es va convertir en pintor de paisatges, i sovint va treballar juntament amb Grigori Txernetsov.
El 1819, Grigori Txernetsov, animat per Pàvel Svinin, que anteriorment havia viatjat a Lukh, va arribar a Sant Petersburg on volia inscriure's a l'Acadèmia Imperial de les Arts. Però no va ser admès.No obstant això, va obtenir permís per treballar-hi dues hores per dia. No se li va concedir una beca, per la qual cosa va haver de viure amb el suport del seu pare, i sempre anava just de diners. En 1822, se li va concedir la petita medalla de plata pels seus dibuixos i fou acceptat a l'acadèmia, on va estudiar amb Aleksandr Vàrnek i Maksim Vorobiov. En 1823, es va unir a ell Nikanor a l'Acadèmia. Els germans es van graduar en 1827 amb petites medalles d'or.
Després de la graduació, Grigori Txernetsov va ser contractat com a pintor personal de la cort. Les seves funcions incloïen la producció de pintures d'esdeveniments oficials, com ara desfilades militars o recepcions oficials. En particular, la seva millor pintura coneguda, La desfilada militar del 6 d'octubre de 1831 a Tsaritsin Lug, Sant Petersburg incorpora retrats d'alguns dels seus famosos contemporanis, incloent Aleksandr Puixkin, Vassili Jukovski, Ivan Krilov i Nikolai Gnéditx. La pintura va ser creada entre 1832-1837 i finalment va ser comprada per l'Estat i donat com un regal per al futur tsar, Alexandre II.
Des de 1837 en endavant, els germans Txernetsov van treballar junts. En 1838, van viatjar pel Volga entre Ríbinsk i Astracan, fent esbossos del paisatge pel camí, i més tard usarien d'aquests esbossos per fer pintures. També van produir un llarg panorama de 700 metres de les ribes del Volga, que finalment va ser acceptat com un regal per Nicolau I. En la dècada de 1840, van viatjar a Itàlia i Orient Mitjà, però els intents de vendre les litografies resultants a Rússia tingueren molt poc èxit. Quan Grigori Txernetsov va morir en 1865, el seu germà no tenia prou diners per enterrar-lo.
En 1833, els germans Txernetsov van pressionar per a la creació de la primera escola secundària a Lukh.